# Thành phố trực thuộc trung ương
Thành phố trực thuộc trung ương là loại hình đơn vị hành chính đô thị cấp cao nhất do nhiều nhà nước đơn nhất sử dụng, với vị trí ngang bằng với tỉnh ở các quốc gia đó. Thành phố trực thuộc trung ương do chính quyền nhà nước quản lý trực tiếp tương tự như các đặc khu liên bang của nhà nước liên bang. Nhiều quốc gia đã áp dụng loại đơn vị hành chính này với một số biến thể khác nhau. Về mặt địa lý và văn hóa, nhiều thành phố là vùng đất nằm giữa các tỉnh, một số thành phố nằm ở vị trí chiến lược giữa các tỉnh.
| Quốc gia          | Thành phố trực thuộc trung ương | Bài chi tiết                                                           |
| ----------------- | --- | ---------------------------------------------------------------------- |
| Belarus           | Minsk |                                                                        |
| Campuchia         | Kep, Pailin, Phnôm Pênh, Sihanoukville |                                                                        |
| Trung Quốc        | Bắc Kinh, Trùng Khánh, Thượng Hải, Thiên Tân | Thành phố trực thuộc trung ương (Trung Quốc)                           |
| Kazakhstan        | Almaty, Astana, Baikonur, Shymkent |                                                                        |
| CHDCND Triều Tiên | Bình Nhưỡng, Nampho, Rason, Kaesong | Thành phố trực thuộc trung ương (Cộng hòa Dân chủ Nhân dân Triều Tiên) |
| Hàn Quốc          | Seoul, Busan, Daegu, Incheon, Gwangju, Daejeon, Ulsan, Sejong | Thành phố trực thuộc trung ương (Hàn Quốc)                             |
| Kyrgyzstan        | Bishkek, Osh |                                                                        |
| Lào               | Viêng Chăn |                                                                        |
| Moldova           | Chişinău, Bălți, Bender |                                                                        |
| Mông Cổ           | Ulaanbaatar |                                                                        |
| Philippines       | Thành phố có mức đô thị hóa cao: Manila, Thành phố Angeles, Bacolod, Baguio, Butuan, Cagayan de Oro, Caloocan, Thành phố Cebu, Thành phố Davao, General Santos, Iligan, Thành phố Iloilo, Lapu-Lapu, Las Piñas, Lucena, Makati, Malabon, Mandaluyong, Mandaue, Marikina, Muntinlupa, Navotas, Olongapo, Parañaque, Pasay, Pasig, Puerto Princesa, Thành phố Quezon, San Juan, Tacloban, Taguig, Valenzuela, Thành phố Zamboanga; Thành phố độc lập: Thành phố Cotabato, Dagupan, Naga, Ormoc, Santiago Đô thị độc lập: Pateros | Thành phố của Philippines                                              |
| Đài Loan          | Đài Bắc, Cao Hùng, Tân Bắc, Đài Trung, Đài Nam, Đào Viên | Thành phố trực thuộc trung ương (Trung Hoa Dân Quốc)                   |
| Turkmenistan      | Ashgabat |                                                                        |
| Ukraina           | Kyiv, Sevastopol (tranh cãi) |                                                                        |
| Uzbekistan        | Tashkent |                                                                        |
| Việt Nam          | Hà Nội, Thành phố Hồ Chí Minh, Hải Phòng, Đà Nẵng, Cần Thơ, Huế | Thành phố trực thuộc trung ương (Việt Nam)                             |